# Nordstetten (Villingen-Schwenningen)
Nordstetten ist ein Weiler im Schwarzwald-Baar-Kreis in Baden-Württemberg. Er ist Teil der Großen Kreisstadt Villingen-Schwenningen. Der Ort zählt etwa 150 Einwohner.

## Geschichte

### Vor- und Frühgeschichte
Hinter dem Haus Nr. 1 an der Straße in Richtung Weilersbach ließen sich die Reste eines römischen Gutshofes nachweisen. Zwei Dachziegel (tegulae) dieses Gebäudes befinden sich im Franziskanermuseum der Stadt Villingen-Schwenningen.

### Frühmittelalter
Nordstetten wurde erstmals als „Nortstati“ in einer Schenkungsurkunde des Klosters St. Gallen vom 18. August 762 erwähnt. Nordstetten ist damit die älteste urkundlich erwähnte Ortschaft auf dem Gebiet der heutigen Stadt Villingen-Schwenningen. Die zweite urkundliche Nennung erfolgte ebenfalls im Rahmen einer Schenkung an das Galluskloster nur kurze Zeit später, am 24. April 764. Durch ein Diplom Kaiser Ludwigs des Frommen vom 4. Juni 817 sind mit „Oto“ und „Reginker“ zwei Königszinser zu Nordstetten überliefert.